# I Believe in You (Je crois en toi)
I Believe in You (Je crois en toi) è una canzone registrata in duetto tra il gruppo musicale britannico Il Divo e la cantante canadese Céline Dion. Il brano fu pubblicato come primo ed unico singolo promozionale dell'album Ancora (2005) de Il Divo e come terzo e ultimo singolo di On ne change pas (2005) della Dion. Il singolo fu distribuito inizialmente nel gennaio 2006 per le radio statunitensi, mentre il 22 aprile 2006 fu rilasciato come singolo commerciale anche in Francia e Svizzera. In Canada invece la canzone fu pubblicata come singolo radiofonico nel maggio 2006.
I Believe in You è stato inserito anche nell'album ufficiale della Coppa del Mondo FIFA del 2006, intitolato Voices from the FIFA World Cup e rilasciato il 20 maggio 2006.

## Contenuti e promozione
I Believe in You (Je crois en toi) è stata scritta da autori svedesi quali Jörgen Elofsson, Per Magnusson, David Kreuger e dal compositore italiano Matteo Saggese. I testi in francese cantati da Céline furono scritti da Luc Plamondon, con cui la Dion lavorò per Dion chante Plamondon (1991), di cui aveva scritto tutti i testi dell'album. La produzione è stata curata da Magnusson e Kreuger.
Il CD singolo rilasciato in Europa includeva come traccia secondaria Hasta Mi Final. Negli Stati Uniti il singolo fu distribuito prima per le stazioni radio poi sul mercato discografico. Il CD singolo per la promozione americana includeva cover adattate in spagnolo come Heroe e All by Myself (Sola Otra Vez) e un inedito del gruppo musicale britannico intitolata Isabel. Tutti questi brani sono stati tratti dal secondo album in studio de Il Divo, Ancora.
Céline Dion e Il Divo presentarono per la prima volta dal vivo I Believe in You (Je crois en toi) alla televisione francese nel 2005.

## Successo commerciale
In Europa il singolo raggiunse la top 40 in Francia (numero 30) e in Svizzera (numero 35), mentre sorprendentemente, quasi 3 anni dopo la sua uscita, la canzone raggiunse l'8ª posizione della classifica portoghese dei singoli stilata da Billboard.
Negli Stati Uniti I Believe in You (Je crois en toi) si posizionò alla numero 31 della Billboard Hot Adult Contemporary Tracks.

## Formati e tracce
CD Singolo (Europa) (Sony BMG Music Entertainment: 82876843532)
1. Il Divo & Céline Dion – I Believe In You (Je crois en toi) – 4:00 (testo: Jörgen Elofsson, Per Magnusson, David Kreuger, Matteo Saggese, Luc Plamondon – musica: Elofsson, Magnusson, Kreuger, Saggese, Plamondon)
2. Il Divo – Hasta Mi Final – 3:36 (Steve Mac, Wayne Hector, Rudy Pérez)

CD Singolo (Stati Uniti) (Syco Music: 82876786592)
1. I Believe in You (Je crois en toi) (testo: Elofsson, Magnusson, Kreuger, Saggese, Plamondon – musica: Elofsson, Magnusson, Kreuger, Saggese)

CD Singolo (Stati Uniti) ( Syco Music: 82876786612)
1. Il Divo & Céline Dion – I Believe in You (Je crois en toi) (testo: Elofsson, Magnusson, Kreuger, Saggese, Plamondon – musica: Elofsson, Magnusson, Kreuger, Saggese)
2. Il Divo – Heroe (Snippet) (Mariah Carey, Walter Afanasieff)
3. Il Divo – Isabel (Snippet) (testo: Romdhane, Felix Pizarro Amador – musica: Romdhane)
4. Il Divo – All By My Self (Solo Otra Vez) (Snippet) (testo: Eric Carmen, Sergej Vasil'evič Rachmaninov, Manny Benito – musica: Carmen, Rachmaninov)

## Classifiche
| Classifica (2006-2008)                                | Posizione massima raggiunta |
| ----------------------------------------------------- | --------------------------- |
| Francia (SNEP)                                        | 30                          |
| Portogallo (Billboard Portugal Digital Songs)         | 8                           |
| Stati Uniti (Billboard Hot Adult Contemporary Tracks) | 31                          |
| Svizzera (Schweizer Hitparade)                        | 35                          |

## Crediti e personale
Registrazione
- Registrato ai A Slide Studios di Stoccolma (SE); Sveriges Radio Studio 2 di Stoccolma (SE); Studio Piccolo di Montréal (CA)
- Mixato ai A Slide Studios di Stoccolma (SE)

Personale
- Arrangiato da - David Kreuger, Per Magnusson
- Arrangiato da (orchestra) - Henrik & Ulf Janson
- Chitarra - Mats Bernhoft
- Direttore d'orchestra - Henrik & Ulf Janson
- Flauto - Jan Berghsson
- Ingegnere del suono - Fredrick Andersson
- Ingegnere del suono (assistente) - Francois Lalonde
- Ingegnere del suono (voce di Céline Dion) - Humberto Gatica
- Mixato da - Fredrick Andersson
- Musica di - Jörgen Elofsson, David Kreuger, Per Magnusson, Matteo Saggese
- Orchestra - Stockholm Session Orchestra
- Produttore - David Kreuger, Per Magnusson
- Programmazione di - David Kreuger
- Tastiere - Per Magnusson
- Testi di - Jörgen Elofsson, David Kreuger, Per Magnusson, Matteo Saggese
- Testi di (adattamento in francese) - Luc Plamondon

## Cronologia di rilascio
| Paese       | Data | Formati |
| ----------- | ---- | ------- |
| Europa      | 2006 | CD      |
| Stati Uniti | 2006 | CD      |